# LB-1
LB-1 — звезда спектрального класса B в созвездии Близнецов и расположенная вблизи неё чёрная дыра звёздной массы. Находится в 15 тысячах световых лет от Солнца.
Открытие тройной системы QV Телескопа, один из объектов которой — ближайшая к Земле чёрная дыра, указывает на то, что самая тяжёлая чёрная дыра звёздной массы LB-1 находится в похожей звёздной системе, в пользу чего говорит примерно такой же спектр LB1 и колебания в яркости, как и в случае с HR 6819.

## Чёрная дыра
Чёрная дыра LB-1 имеет массу почти 70 солнечных масс, что более чем вдвое превышает предсказанную максимальную массу чёрных дыр звёздной массы согласно существующим моделям звёздной эволюции.

## Звезда
Масса LB-1 в восемь раз превышает массу Солнца. Она была обнаружена китайскими астрономами при помощи спектроскопа LAMOST с использованием доплеровской спектроскопии. Дополнительные наблюдения проводились на Большом Канарском телескопе в Испании и в Обсерватории Кека на Гавайях. Исследователи утверждают, что данное открытие «заставляет пересмотреть существующие модели формирования чёрных дыр звёздных масс».